# Intercontinental Rally Challenge

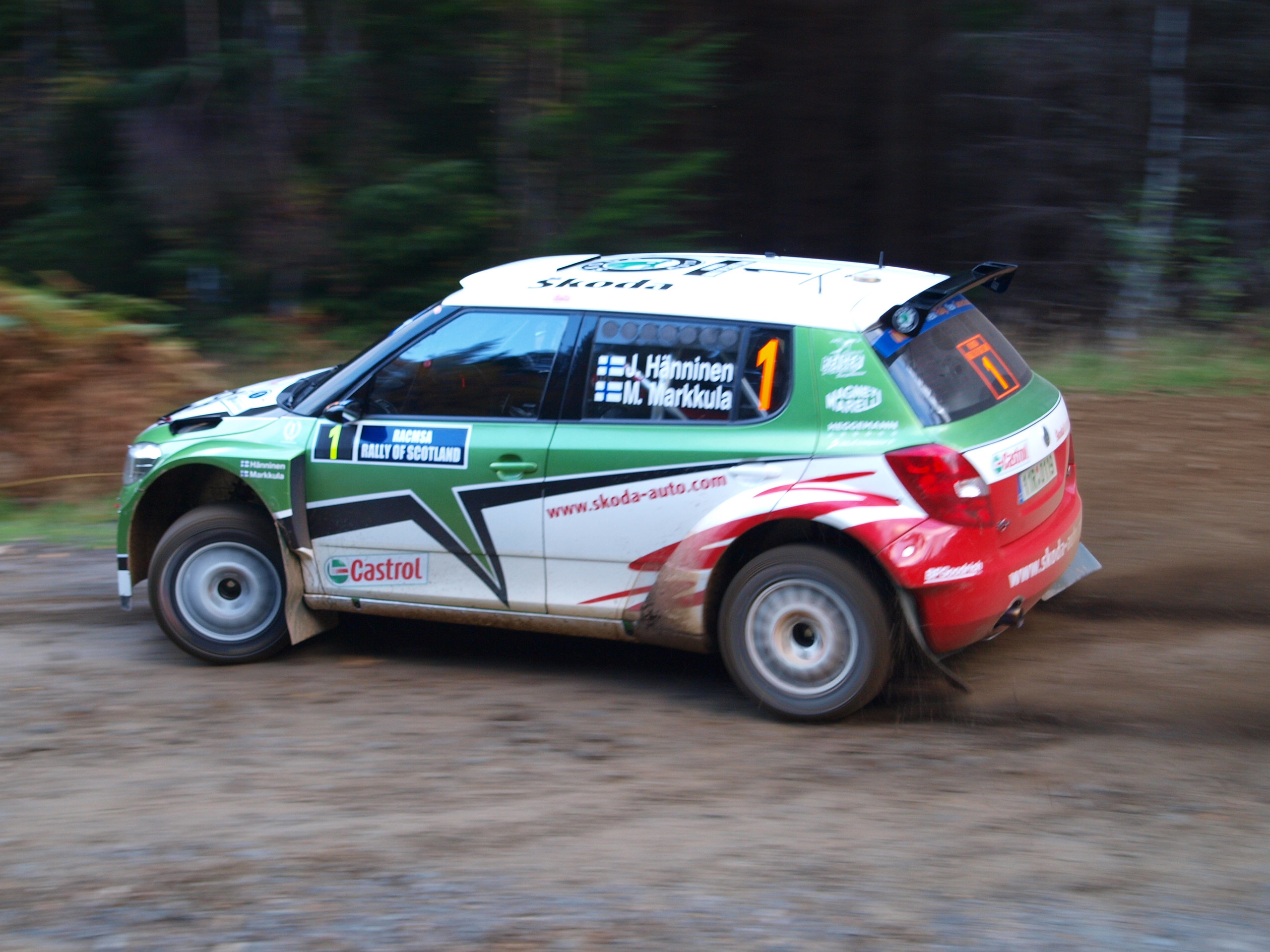
Juho Hanninen, ganador de la edición de 2010.

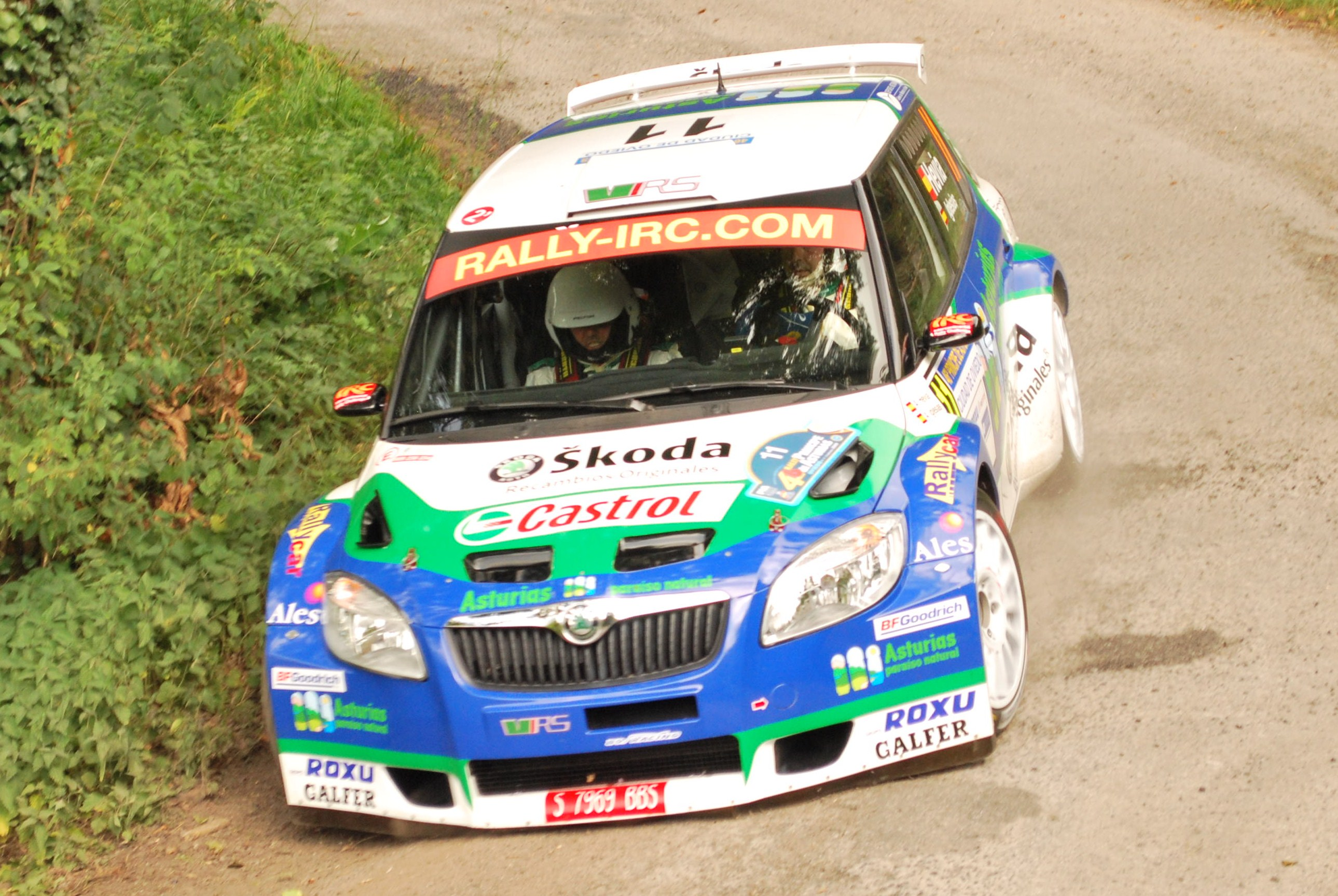
Alberto Hevia en el Rallye Príncipe de Asturias 2009.

El Intercontinental Rally Challenge (la traducción literal del inglés sería: Desafío Intercontinental de Rally), más conocido por sus siglas IRC, fue un campeonato internacional de rally organizado desde el año 2006 hasta 2012 por la Federación Internacional del Automóvil y promovido por el canal de televisión Eurosport.
Europost que había montado con éxito el ETCC (European Touring Car Championship), decidió probar lo mismo en la disciplina de los rallies y estrenó en 2006 un campeonato llamado inicialmente International Rally Challenge, ya que en esa primera temporada las pruebas estaban mayoritariamente en suelo europeo. Con la introducción en 2007 de rallies de al menos tres continentes distintos alcanzó el status de intercontinental por lo que desde año en adelante recibió el nombre definitivo de Intercontinental Rally Challenge.
El campeonato estaba dirigido principalmente a vehículos de la categoría Super 2000, por entonces todavía por explotar lo que creó rápidamente interés a marcas como Fiat y Peugeot inicialmente. También se admitían las categorías de grupo N y grupo A hasta A7 (2000 cc). Las marcas interesadas debían inscribirse para participar y el sistema de puntuación era el mismo utilizado por la FIA para el campeonato del mundo.
A diferencia del Campeonato del Mundo de Rallyes (WRC), donde en 2010 solo compitieron dos marcas con estructuras oficiales en la división principal, el IRC contó con ocho marcas registradas: Abarth, Ford (a través del preparador M-Sport), Mitsubishi, Peugeot, Proton, Subaru y Škoda, además de Honda y Renault en la clase de tracción simple. Otras marcas que estuvieron inscritas en el campeonato fueron Citroën y Volkswagen.
A pesar de ello, la base del certamen la conformaron equipos semioficiales. Škoda fue el único equipo realmente oficial, mientras que Peugeot siguió el campeonato con pilotos apoyados por sus filiales nacionales. En cuanto al resto, M-Sport hizo apariciones esporádicas con distintos pilotos, Proton empezará la temporada a partir de su quinta prueba, y Abarth, Mitsubishi y Subaru tan solo están representadas a través de pilotos privados y locales. Honda y Renault siguen este mismo modelo, puesto que no se implican oficialmente en el campeonato, y de hecho, la marca francesa no aparece en las clasificaciones, aunque da la oportunidad a los pilotos de su Trofeo Europeo Clio R3 de puntuar de cara a la clasificación general del IRC.
En septiembre de 2012 la compañía Eurosport Events firmó un contrato para promocionar el Campeonato de Europa de Rally al mismo tiempo que confirmó la noticia de la fusión de dicho campeonato con el IRC.
El IRC fue seguido en televisión en más de veinte países de todo el mundo, principalmente europeos. En 2011 contó con una audiencia acumulada de 107,77 millones de espectadores, cifras que supusieron un incremento del 35 por ciento respecto al año 2010 año que registró una audiencia de 79,22 millones. Las pruebas más seguidas en 2011 fueron; el Rally de Montecarlo, con 41,66 millones; el Prime Yalta Rally con 13,84 millones y el Tour de Corse con 12,15 millones.

## Calendario
El IRC no tuvo el estatus oficial de Campeonato del Mundo, como sí ocurre con la Fórmula 1, el Campeonato Mundial de Turismos, el Campeonato Mundial de GT1 (a partir de 2010) y el propio Campeonato del Mundo de Rallyes. De todas maneras, como indica su nombre, la competición se disputó en varios continentes, en particular Sudamérica y Europa. Madeira, Ypres y Zlín son competiciones sobre asfalto del Campeonato Europeo de Rally que se sumaron al IRC en 2006 y 2007 y han estado presentes desde entonces. En 2009 y 2010, tuvo lugar una fecha en Curitiba, Brasil; el Campeonato Mundial de Turismos -una categoría también asociada a Eurosport- corrió en el Autódromo Internacional de Curitiba el mismo fin de semana.
Varias de las carreras son ex-mundialistas, que recalaron en el IRC por haber sido abandonadas, por haber quedado afuera en la época de rotaciones o porque prefirieron el IRC al WRC. Este último caso fue el del Rally de Montecarlo, que pasó del mundial al IRC en 2009. El Rally Safari, tradicional fecha africana del WRC hasta 2002, formó parte del IRC en 2007 y 2009. El Rally de San Remo, que también había formado parte desde 1973, fue sustituido por el Rally de Cerdeña (incluido en el IRC en 2010) en 2004 y ha albergado todas las temporadas del IRC. Otras citas procedentes del Mundial de Rallyes fueron Portugal (en 2008), Argentina, Cerdeña (ambas por única vez en 2010), Chipre (a partir de 2010) y Córcega (en 2011 y 2012).

### Pruebas del IRC
| - Argentina (2010) - Azores (2009-2012) - Canarias (2010-2012) - Cerdeña (2010) - China (2007-2008) - Chipre (2010-2012) - Curitiba (2009-2010) - Córcega (2011-2012) - Escocia (2009-2011) | - Irlanda (2012) - Madeira (2006-2010) - Montecarlo (2009-2011) - Mecsek (2011) - Portugal (2008) - Príncipe de Asturias (2008-2009) - Rumania (2012) - Safari (2007, 2009) - Sliven (2012) | - San Marino (2012) - San Remo (2006-2012) - Turquía (2007-2008) - Valais (2007-2008) - Rusia (2007-2009) - Yalta (2011-2012) - Ypres (2006-2012) - Zlín (2007-2012) - Zulú (2006) |

## Palmarés
| Año    | Piloto               | Copiloto        | Automóvil                 | Constructor |
| ------ | -------------------- | --------------- | ------------------------- | ----------- |
| 2006   | Giandomenico Basso   | Mitia Dotta     | Abarth Grande Punto S2000 | Abarth      |
| 2007   | Enrique García Ojeda | Jordi Barrabés  | Peugeot 207 S2000         | Peugeot     |
| 2008   | Nicolas Vouilloz     | Nicolas Klinger | Peugeot 207 S2000         | Peugeot     |
| 2009   | Kris Meeke           | Paul Nagle      | Peugeot 207 S2000         | Peugeot     |
| 2010   | Juho Hänninen        | Mikko Markkula  | Škoda Fabia S2000         | Škoda       |
| 2011   | Andreas Mikkelsen    | Ola Floene      | Škoda Fabia S2000         | Škoda       |
| 2012   | Andreas Mikkelsen    | Ola Floene      | Škoda Fabia S2000         | Škoda       |
| Fuente |                      |                 |                           |             |

## Pilotos destacados
| Piloto               | Títulos | Victorias | Podios |
| -------------------- | ------- | --------- | ------ |
| Juho Hänninen        | 1       | 11        | 22     |
| Jan Kopecky          | 0       | 7         | 23     |
| Freddy Loix          | 0       | 7         | 16     |
| Giandomenico Basso   | 1       | 6         | 14     |
| Kris Meeke           | 1       | 5         | 9      |
| Andreas Mikkelsen    | 2       | 4         | 12     |
| Luca Rossetti        | 0       | 4         | 8      |
| Nicolas Vouilloz     | 1       | 4         | 18     |
| Nasser Al-Attiyah    | 0       | 2         | 2      |
| Thierry Neuville     | 0       | 2         | 5      |
| Paolo Andreucci      | 0       | 2         | 3      |
| Enrique García Ojeda | 1       | 0         | 5      |
| Fuente               |         |           |        |